# Tjapko Teuben
Tjapko Teuben (Amsterdam, 29 december 1963) is een Nederlands voormalig profvoetballer die als centrale verdediger speelde. Hij is de vader van voetbalscheidsrechter Stan Teuben.
Teuben doorliep de jeugdopleiding van Ajax en ging in 1981 naar Club Brugge. Hij debuteerde in september 1981 in de uitwedstrijd om de UEFA Cup tegen Spartak Moskou (3-1) als invaller na 85 minuten voor Dirk Ranson. Voor Club Brugge speelde hij in het seizoen 1981/82 tevens in zeventien competitiewedstrijden en in een bekerwedstrijd. Hij wist echter geen vaste waarde te worden in het team en werd vervolgens verhuurd aan Eendracht Aalst en FC Volendam. In 1984 ging Teuben op huurbasis naar Helmond Sport waarmee hij de finale om de KNVB beker 1984/85 verloor van FC Utrecht. Hierna nam Helmond Sport hem over. Zijn laatste profclub was vanaf 1989 Eindhoven. Hierna speelde hij nog in de Hoofdklasse bij de amateurs van SV Panningen (1994/95) en Gemert (1995/99). Met Gemert won hij in 1998 de Zondag Hoofdklasse A en in 1999 de districtsbeker en de  KNVB Beker voor amateurs.
Als Nederlands jeugdinternational nam Teuben deel aan het Wereldkampioenschap voetbal onder 20 - 1983 en in 1984 met Jong Oranje aan het Festival des Espoirs. Teuben gaf training bij ASV '33 en was vanaf het seizoen 2013/14 assistent bij Gemert.